# Landschaftsschutzgebiet Hecken-Grünlandkomplex südöstlich Horn

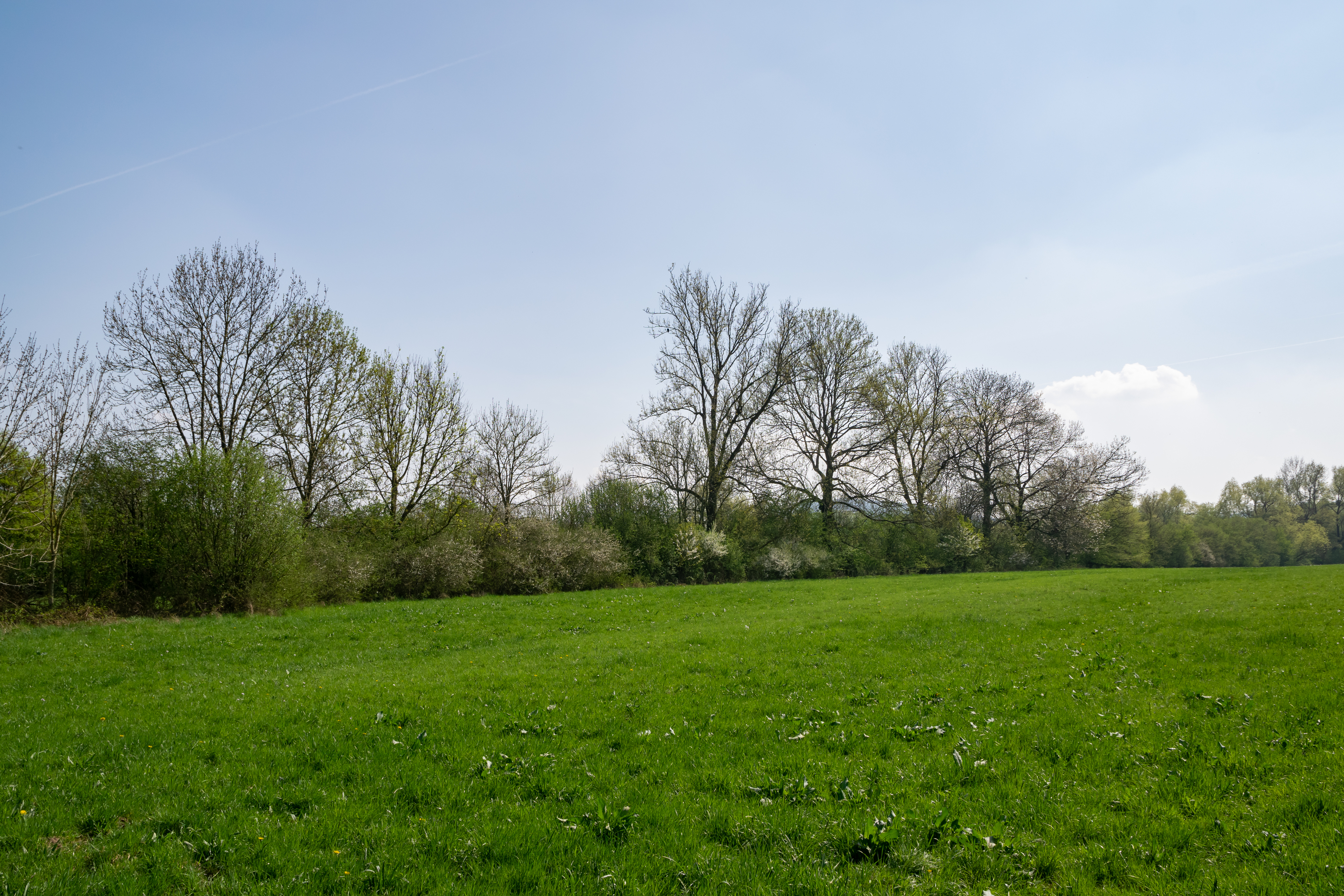
Landschaftsschutzgebiet Hecken-Grünlandkomplex südöstlich Horn

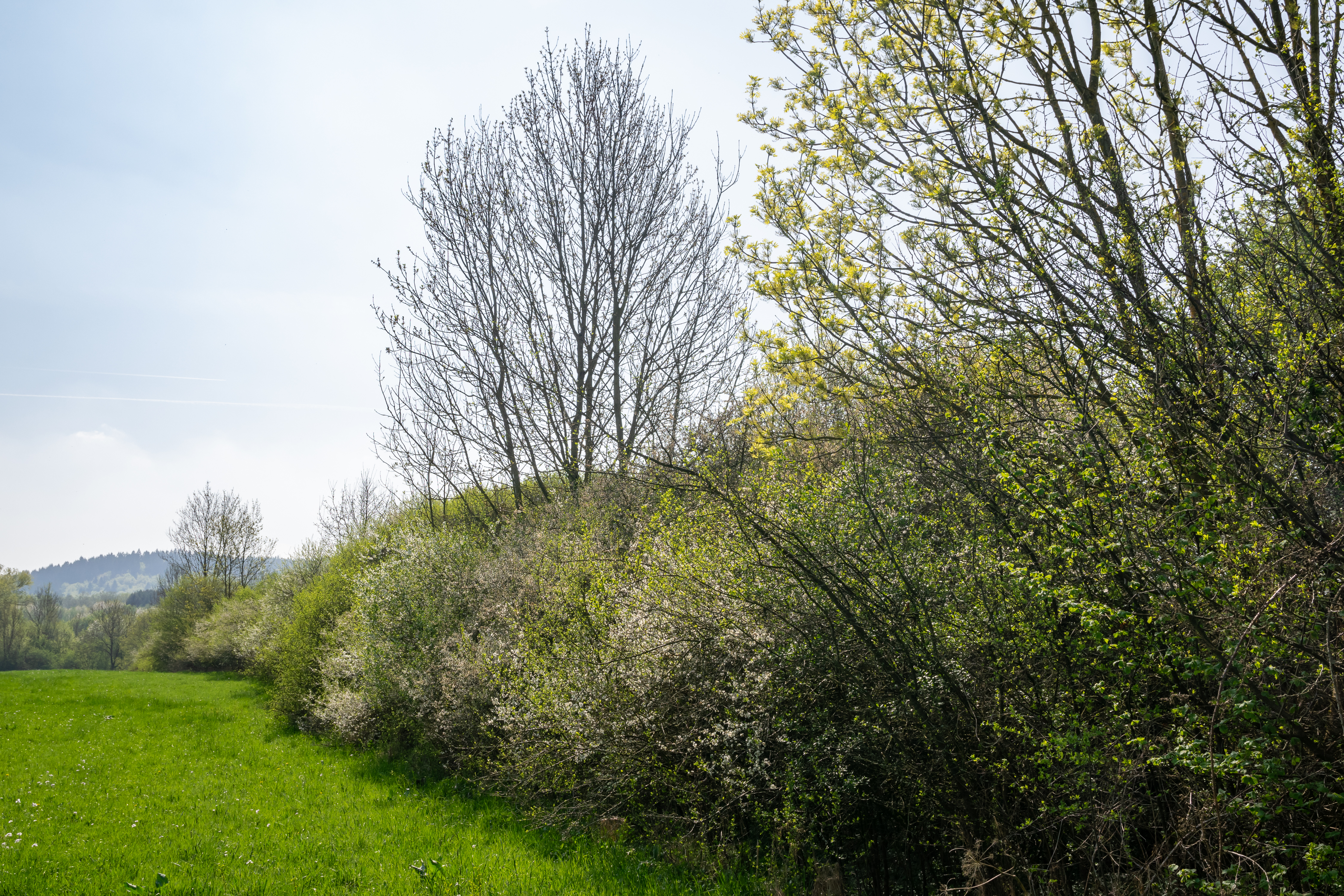
Heckenbereich im Landschaftsschutzgebiet

Das Landschaftsschutzgebiet Hecken-Grünlandkomplex südöstlich Horn mit etwa 12 ha Flächengröße liegt im Stadtgebiet von Horn-Bad Meinberg. Es wurde 2005 mit dem Landschaftsplan  Nr. 10 Horn-Bad Meinberg/Schlangen durch den Kreistag des Kreises Lippe als Landschaftsschutzgebiet (LSG) ausgewiesen.

## Beschreibung
Das Landschaftsschutzgebiet liegt südöstlich von Horn. Die L 945 (Leopoldstaler Straße) grenzt westlich direkt an und die Bundesstraße 1 südlich. Das LSG umfasst einen Hecken-Grünlandkomplex. Das Grünland wird kleinflächig durch Heckenzüge parzelliert. Im LSG stehen Kopfbäume, Baumgruppen, Einzelbäume, Obstbäume und stark verlandete Nasszonen.

## Schutzzwecke für das LSG
Laut Landschaftsplan erfolgte die Ausweisung des LSG
- „zur Erhaltung der Leistungsfähigkeit des Naturhaushaltes,“
- „zur Erhaltung und Wiederherstellung eines Waldbereiches mit unterschiedlichen Feuchtestufen,“
- „zur Erhaltung eines Waldkomplexes in der Zerfallphase, wegen der Eigenart und Schönheit des alten Hudewaldes,“
- „zur Sicherung der das Landschaftsbild prägenden Alt- und Totholzbestände.“[1]

## Rechtliche Vorschriften
Im Landschaftsschutzgebiet ist unter anderem das Errichten bzw. Anlegen von Bauten und Fischteichen verboten. Grün- und Brachland darf nicht in eine andere Nutzungsart umgewandelt oder umgebrochen werden. Es ist im LSG verboten, Hunde frei laufen zu lassen, ausgenommen ist die ordnungsgemäße Jagd und Hof- und Gartenbereiche. Obstbäume auf Obstwiesen und Einzelbäume dürfen nur gefällt werden, wenn dies einvernehmlich mit der Unteren Landschaftsbehörde abgestimmt wurde und entsprechende Ersatzbäume gepflanzt werden.